# Spominski znak Cerklje
Spominski znak Cerklje je spominski znak Slovenske vojske, ki je namenjen pripadnikom takratne TO RS, ki so sodelovali pri napadu na letališče Cerklje.

## Nosilci
- seznam nosilcev spominskega znaka Cerklje